# Ваді-ес-Сір
Ваді-ес-Сір (араб. وادي السير, досл. «долина садів») — місто в Йорданії. Є передмістям Амману та входить до складу провінції Ель-Асіма. Населення становить 241 830 осіб.

## Основні дані
За легендою, назва міста походить від імені стародавньої правительки Сір, що володарювала в цій місцевості. Сьогодні Ваді-ес-Сір складається з десяти районів: Ель-Равабі, Свафія, Джандавіль, Ель-Равнак, Ес-Сахл, Ель-Діяр, Баядер, Ель-Сінаа, Ель-Курсі та Західна Умм-Усайна.

### Баядер
Баядер Ваді-ес-Сір — невеликий квартал з низьким рівнем доходу на околицях муніципалітету Великий Амман. Він лежить на самій околиці, навпроти гір, біля яких побудовано місто. Назва району дослівно перекладається з левантійської арабської як «тік долини садів».
За 10 кілометрів від Баядеру лежать руїни замку Каср-аль-Абд та печер Ірак-ель-Амір. Місто Ваді-ес-Вір містить історичну будівлю суду, старий форт та цілий квартал з османською архітектурою початку XX століття, що стоїть на надзвичайно крутих пагорбах, огорнутих європейськими вузькими вуличками.

### Свайфія

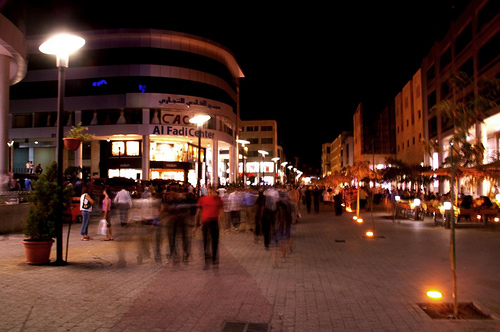
Пішохідна зона Свайфії вночі

Свайфія — один з найважливіших культурних районів Великого Амману. Він містить чимало розважальних закладів, клубів та місць для шопінгу.
Торгівельні центри Свайфії є сімейними місцями відпочинку, а вночі вулицями району пересуваються натовпи молодиків. У Свайфії розташовано багато найвідоміших шкіл країни: Англійська школа, Школа Британського міжнародного співтовариства, Сучасна американська школа та грецька православна Перша школа імені Патріарха Діодороса.

## Культура
Ваді-ес-Сір має досить особливу культуру, яка значно впливає на культуру решти міста. У муніципалітеті мешкають багато вихідців з Північного Кавказу та Північної Америки. Район Свейфія вважається центром модної індустрії країни. Місто Ваді-ес-Сір має історичну архітектуру, зокрема стару будівлю суду, старий форт та квартали з османською архітектурою.
Втім спальні райони Ваді-ес-Сіру мають високий відсоток малозабезпеченого населення, на відміну від багатих і престижних районів Абдун та Свайфія. Взагалі, культура цих районів зосереджена навколо засобів масової інформації, моди, фінансах та комерції. В цих районах розташовані кіностудії та музичні студії міста, тому більшість міських художників та знаменитостей воліють мешкати тут. Основними недоліками цих районів є велика кількість населення та надмірна завантаженість вулиць.